# Francis Chouler
Francis Chouler (Città del Capo, ...) è un attore sudafricano.

## Biografia
Consegue la laurea in teatro all'Università di Città del Capo ed appare in numerosi film e serie TV. Tra i suoi ruoli più noti quello nel film Dredd del 2012.

## Filmografia parziale
- Albert Schweitzer (2009)
- Dredd  (Dredd) (2012)
- Il diritto di uccidere (Eye in the Sky), regia di Gavin Hood (2015)
- Detour - Fuori controllo (Detour), regia di Christopher Smith (2016)